# Шмеман, Николай Эдуардович
Николай Эдуардович Шмеман (24 ноября 1850, Санкт-Петербург — 13 января 1928, Париж) — русский юрист и государственный деятель, сенатор, член Государственного совета Российской империи.

## Биография
Окончил юридический факультет Санкт-Петербургского университета (1872)
- С 1872 служил в департаменте министерства юстиции, коллежский секретарь.
- С 1874 — младший помощник столоначальника.
- С 1875 — титулярный советник.
- С 1876 — старший помощник столоначальника.
- С 1877 — столоначальник, затем старший столоначальник.
- С 1878 — коллежский асессор.
- С 1879 — и. д. редактора департамента министерства юстиции.
- В 1880 — редактор департамента министерства юстиции. В том же году был по прошению уволен от службы по домашним обстоятельствам.
- В 1883 вернулся на службу в прежней должности.
- С 1883 служил в отделении государственной экономии Государственной канцелярии.
- С 1885 — помощник статс-секретаря Государственного совета сверх штата, надворный советник (с 1886 — в штате, коллежский советник).
- С 1888 — статский советник.
- С 1890 — действительный статский советник.
- С 1890 — и. д. статс-секретаря департамента законов Государственного совета.
- С 1891 — статс-секретарь департамента законов Государственного совета.
- С 1893 — директор 2-го департамента министерства юстиции.
- С 1894 — директор 1-го департамента министерства юстиции.
- С 1895 — вновь директор 2-го департамента министерства юстиции
- С 1896 — тайный советник.
- С 1900 — сенатор и управляющий межевой частью на правах товарища министра юстиции.
- С 1905 — член Государственного совета (с оставлением сенатором).
- В 1906—1916 — председатель постоянной комиссии личного состава и внутреннего распорядка Государственного совета.
- С 1910 — действительный тайный советник.
- С 1912 — председатель особого присутствия Государственного совета по делам о принудительном отчуждении недвижимых имуществ и вознаграждении их владельцев (с 1906 был его членом).
- В 1917 назначен Временным правительством в 1-й департамент Сената.

В 1874 участвовал в работе комиссии о волостных судах. В 1894 был командирован в Гаагу для обсуждения на международной конференции вопросов международного частного права. Входил в состав комиссии и Особого совещания для предварительного обсуждения проекта Межевого устава.
В Государственном совете входил в группу Центра, включавшую в себя умеренно-либерально членов верхней палаты, в 1909 стал товарищем её председателя. Возглавлял ряд комиссий по законопроектам — в том числе особую комиссию по законопроекту «О землеустройстве», согласительные комиссии по законопроектам «О страховании рабочих от несчастных случаев и об обеспечении рабочих на случай болезни», «О вознаграждении пострадавших вследствие несчастных случаев служащих, мастеровых и рабочих на железных дорогах, открытых для общего пользования, а равно членов семейств данных лиц» и др.

## Деятельность после 1917
После прихода к власти большевиков некоторое время оставался в России, в 1920 служил в конторе коммунального хозяйства, бедствовал, был вынужден продавать вещи. Затем смог выехать за границу и скончался в эмиграции.

## Семья
- Дед — Александр Шмеман, по происхождению немец[источник не указан 1143 дня], принявший православие, купец 3-й гильдии из Тукума Курляндской губернии.
- Отец — Эдуард Александрович (Кристиан Эдуард) Шмеман (1825—1919) — настройщик фортепьяно.
- Мать — Ольга Александровна, урожденная Залесская (? — 1914) — из мещан Санкт-Петербурга.
- Жена — Анна Андреевна, урожденная Дурдина (1861—1924) — дочь потомственного почётного гражданина.
- Дочь — Елена (1881 — ?).
- Сын — Андрей (1882—1961) — служил в Сенате, статский советник, жил в эмиграции в Венгрии и Франции.
- Дочь — Ольга, в замужестве Бреверн (1884— ?), замужем за К. Ю. Бреверном.
- Сын — Сергей (1885—1916) — лейтенант флота.
- Дочь — Мария, в замужестве Доливо-Добровольская (1887—1966).
- Сын — Дмитрий (1893—1958) — офицер лейб-гвардии Семёновского полка, в Гражданскую войну служил в белой Северо-Западной армии в чине капитана, эмигрант.
- Дочь — Наталия, в замужестве Полуектова (1895— не ранее 1928).
- Внук — протопресвитер Шмеман, Александр Дмитриевич.
- Внук — Шмеман, Андрей Дмитриевич.
- Правнук — Шмеман, Сергей Александрович

## Награды
- орден св. Станислава 3-й степени (1876).
- орден св. Владимира 4-й степени (1880).
- орден св. Владимира 3-й степени (1893).
- орден св. Станислава 1-й степени (1895).
- орден св. Анны 1-й степени (1900).
- орден св. Владимира 2-й степени (1902).
- орден Белого орла (1905).
- орден Александра Невского (1913).